# Flärke
Flärke (sydsamiska Flïerke) är en småort i Gideå socken i Örnsköldsviks kommun och ligger ca 36 km nordost om Örnsköldsvik.

## Befolkningsutveckling
| Befolkningsutvecklingen i Flärke 1990–2015 | Befolkningsutvecklingen i Flärke 1990–2015 | Befolkningsutvecklingen i Flärke 1990–2015 | Befolkningsutvecklingen i Flärke 1990–2015 | Befolkningsutvecklingen i Flärke 1990–2015 |
| ------------------------------------------ | ------------------------------------------ | ------------------------------------------ | ------------------------------------------ | ------------------------------------------ |
|                                            |                                            |                                            |                                            |                                            |
| År                                         |                                            |                                            | Folkmängd                                  | Areal (ha)                                 |
| 1990                                       | 1990                                       |                                            | 64                                         | 21#                                        |
| 1995                                       | 1995                                       |                                            | 74                                         | 22#                                        |
| 2000                                       | 2000                                       |                                            | 71                                         | 22#                                        |
| 2005                                       | 2005                                       |                                            | 74                                         | 22#                                        |
| 2010                                       | 2010                                       |                                            | 73                                         | 22#                                        |
| 2015                                       | 2015                                       |                                            | 66                                         | 42#                                        |
| Anm.: # Som småort.                        |                                            |                                            |                                            |                                            |